# Tarantel·la (Chopin)
La Tarantel·la, en la bemoll major op. 43, és una peça curta per a piano, composta per Frédéric Chopin el juny de 1841. Aparegué publicada l'octubre del mateix any 1841. La seva execució dura uns 3 minuts.
La Tarantel·la és una moto perpetuo amb la indicació de Presto; requereix una tècnica pianística avançada. Es va inspirar en la cançó de Gioachino Rossini, La Dansa, també escrita en el característic ritme de tarantel·la de 6/8. Chopin va mirar d'assegurar la referència de l'obra de Rossini i va demanar al seu amic Julian Fontana que li fes arribar la millor edició de l'obra de Rossini. El manuscrit mostra que Chopin va canviar el seu compàs de 12/8 a 6/8. No hi ha cap evidència que l'obra fos un encàrrec o que la dediqués a algú.
Robert Schumann la va descriure com "un exemple ben extravagant de Chopin; veiem davant nostre la ballarina, girant com a posseïda, ... Sens dubte, ningú podria considerar aquesta música com encantadora, però estem disposats a perdonar el mestre la seva fantasia salvatge. De tant en tant se li pot permetre mostrar el costat fosc de la seva ànima? ..."
Chopin mateix va dir: "Espero no escriuré res de tan terrible durant un temps". Malgrat aquesta autocrítica, s'ha convertit en una peça que s'ha enregistrat força tot i que es toca menys en concerts.